# Joaquín Madurga
Joaquín Madurga Oteiza (Dicastillo, Navarra, 24 de enero de 1938- Logroño, 9 de junio de 2017) fue un sacerdote y compositor, conocido principalmente por la Jota de San Fermín que cada 7 de julio se canta desde 1977 al paso de la procesión de San Fermín por la Plaza del Consejo de Pamplona.

## Biografía
A los 10 años ingresó en el Seminario de Pamplona donde cursó los estudios y recibió formación sacerdotal para ordenarse el 21 de diciembre de 1961. Se licenció en Filosofía por la Universidad Pontificia de Santo Tomás de Aquino en Roma y en Filosofía y Letras por la Universidad de Valencia.
Tras un breve paso por Arguedas, desempeñó la mayor parte de su vida pastoral en la Parroquia de Santiago del barrio de la Chantrea de Pamplona, a donde llegó en 1963 recién fundada la parroquia, todavía sin el edificio que se levantaría en 1969. Allí creó la Coral de Santiago en 1975 con la que grabó varios discos de música religiosa. En 1978 fue nombrado párroco.
Autor del Himno de la Chantrea, composición con ritmo de zorcico que estrenó la recién formada Coral de Santiago el 19 de marzo de 1975 en el 25.º aniversario de la fundación del barrio.
Durante su etapa en la Chantrea, además de la actividad pastoral, impartió clases en el Colegio de Formación Profesional Virgen del Camino y en el Seminario de Pamplona, y participó muy activamente en actividades sociales, obreras y políticas del barrio, promoviendo la formación de varios grupos de movimiento obrero, fundando el centro cultural Auzotegi y organizando el primer Olentzero del barrio.
Tras retirarse de la activad pastoral en 1985 por una afección cardiaca se trasladó a Madrid, donde, viviendo en comunidad con los Claretianos, amplió su formación litúrgica y cursó estudios de armonía y composición musical.
En 1981 quedó finalista en el Certamen Internacional de Torrevieja, para en 1996 obtener en el mismo el "Premio de Composición de Habaneras" con Dicen que se muere el mar.